# Episodi di Suspicion (serie televisiva 2022)
La prima e unica stagione della serie televisiva Suspicion, composta da otto episodi, è stata distribuita dal 4 febbraio al 18 marzo 2022 sulla piattaforma di video on demand Apple TV+, in tutti i paesi in cui il servizio è disponibile.
| nº | Titolo originale                 | Titolo italiano             | Pubblicazione    |
| -- | -------------------------------- | --------------------------- | ---------------- |
| 1  | Persons of Interest              | Sospettati                  | 4 febbraio 2022  |
| 2  | Room for Doubt                   | Dubbi                       | 4 febbraio 2022  |
| 3  | Strangers                        | Estranei                    | 11 febbraio 2022 |
| 4  | The Devil You Know               | Il diavolo che conosci      | 18 febbraio 2022 |
| 5  | What Does a Kidnapper Look Like? | Che aspetto ha un rapitore? | 25 febbraio 2022 |
| 6  | Be the Gray Man                  | Confusi tra la folla        | 4 marzo 2022     |
| 7  | Questions of Trust               | Questione di fiducia        | 11 marzo 2022    |
| 8  | Unmasked                         | Giù la maschera             | 18 marzo 2022    |

## Sospettati
- Titolo originale: Persons of Interest
- Diretto da: Chris Long
- Scritto da: Rob Williams

### Trama
- Durata: 46 minuti

## Dubbi
- Titolo originale: Room for Doubt
- Diretto da: Chris Long
- Scritto da: Rob Williams

### Trama
- Durata: 45 minuti

## Estranei
- Titolo originale: Strangers
- Diretto da: Stefan Schwartz
- Scritto da: Terry Cafolla

### Trama
- Durata: 48 minuti

## Il diavolo che conosci
- Titolo originale: The Devil You Know
- Diretto da: Stefan Schwartz
- Scritto da: Megan Gallagher

### Trama
- Durata: 52 minuti

## Che aspetto ha un rapitore?
- Titolo originale: What Does a Kidnapper Look Like?'
- Diretto da: Stefan Schwartz
- Scritto da: Nick Leather

### Trama
- Durata: 54 minuti

## Confusi tra la folla
- Titolo originale: Be the Gray Man
- Diretto da: Chris Long
- Scritto da: Terry Cafolla

### Trama
- Durata: 51 minuti

## Questione di fiducia
- Titolo originale: Questions of Trust
- Diretto da: Chris Long
- Scritto da: Nick Leather

### Trama
- Durata: 47 minuti

## Giù la maschera
- Titolo originale: Unmasked
- Diretto da: Chris Long
- Scritto da: Megan Gallagher

### Trama
- Durata: 45 minuti